# Seyd Mahmood Seyd
Seyd Mahmood Seyd (* 2. Januar 1987) ist ein iranischer Grasskiläufer. Er nimmt seit 2007 an Weltcuprennen in seinem Heimatland teil.

## Karriere
Nachdem Seyd Mahmood Seyd bereits an FIS-Rennen, auch im Alpinen Skisport, teilgenommen hatte, startete er im Juli 2007 erstmals im Grasski-Weltcup. In Dizin erzielte er Platz 14 im Riesenslalom und Rang 16 im Super-G, womit er im Gesamtweltcup der Saison 2007 den 60. Platz belegte. Auch in den weiteren Jahren nahm Seyd neben FIS-Rennen bisher immer nur an den Weltcuprennen im iranischen Dizin teil. In der Saison 2008 erzielte er Platz elf im Riesenslalom sowie Rang 14 im Super-G und wurde 55. im Gesamtweltcup. 2009 erreichte er ebenfalls Platz elf im Riesenslalom aber nur Rang 22 im Super-G, weshalb er in der Gesamtwertung auf Rang 66 zurückfiel. In der Saison 2010 kam er in den Weltcuprennen zwar nur als 17. im Super-G ins Ziel und wurde im Riesenslalom disqualifiziert, aufgrund seiner Bonuspunkte aus FIS-Rennen konnte er sich aber im Gesamtweltcup auf Rang 42 verbessern.
In der Saison 2011 wurden keine Weltcuprennen im Iran ausgetragen, Seyd nahm nur an den FIS-Rennen in Dizin teil. In der Saison 2012 wurden neben den FIS-Rennen auch wieder drei Weltcuprennen in Dizin veranstaltet und Seyd platzierte sich in allen drei Rennen auf dem 15. Rang. Im Gesamtweltcup verbesserte er sich auf Platz 31.

## Erfolge

### Weltcup
- 7 Platzierungen unter den besten 15